# Я — Куба
«Я — Куба» (ісп. Soy Cuba) — радянсько-кубинський двосерійний художній фільм режисера Михайла Калатозова, який вийшов на екрани в 1964 році.

## Сюжет
Фільм складається з кількох новел, у кожній з яких розповідь про долі людей напередодні і під час революційних подій на острові Куба. Перша новела. Життєрадісний вуличний продавець фруктів закохується в сусідську дівчину Марію, але потім дізнається, що вона — повія на прізвисько Бетті, яка заради шматка хліба продає своє тіло багатим американським туристам. Друга новела. Старий селянин Педро спалює вирощений ним з величезним трудом урожай цукрової тростини після того як дізнається від господаря, що земля продана американській компанії «Юнайтед фрут». Третя новела. Студенти Гаванського університету друкують листівки з правдивою інформацією про партизанські загони Фіделя Кастро, діючих в горах Сьєрра-Маестра на південному сході Куби. Поліція вривається на територію університету, розганяє маніфестацію і вбиває активістів. Четверта новела. Селянин Маріано не хоче брати в руки зброю і йти в гори, але після нальоту авіації і загибелі сина, в першому ж бою знаходить гвинтівку і приєднується до повстанців.

## У ролях
- Серхіо Корр'єрі — Альберто
- Хосе Гальярдо — Педро
- Рауль Гарсія — Енріке
- Лус Марія Кольясо — Марія-Бетті
- Жан Буїз — Джим
- Селія Родрігес — Глорія
- Фаусто Мірабаль — епізод
- Роберто Гарсія Йорк — епізод
- Сальвадор Вуд — епізод
- Альберто Морган — епізод
- Ракель Ревуельта — голос Куби

## Знімальна група
- Автори сценарію: Євген Євтушенко, Енріке Пінеда Барнет
- Режисер-постановник:  Михайло Калатозов
- Композитор: Карлос Фаріньяс
- Оператор-постановник:  Сергій Урусевський
- Художник: Євген Свідєтєлєв
- Режисер: Белла Фрідман
- Художня консультація та костюми: Рене Портокарреро
- Звукооператор: В. Шарун
- Балетмейстер: А. Суес
- Редактор:  Ніна Глаголєва
- Диригент оркестрів:  Емін Хачатурян,  М. Дучесне Кусан
- Оператори:  Б. Брожовський,  А. Кольцатий
- Комбіновані зйомки:  Б. Травкин, А. Винокуров
- Грим: Б. Рудіна, Л. Касерес
- Асистенти режисера: М. Волович, Г. Таннер, О. Зернов
- Асистенти оператора: М. Оропеса, К. Шилов, М. А. Рамірес
- Асистент з монтажу: Л. Тюріна
- Помічник звукооператор: Р. Пласа
- Зам. директора: Х. Роуко, К. Стенькин, Т. Варгіна
- Помічник режисера: Л. Гарсіа, Р. Бругес, С. Мігель
- Адміністратори: Е. Ріверо, Р. Роман, М. Мора, Р. Негрін
- Старший перекладач: Павло Грушко
- Бригади освітлювачів: В. Михайлов, Г. Кантеро
- Бригади постановників: Л. Обрегон, Л. Каррільо, Х. Крус, Х. Варона
- Фотограф: Р. Дово
- Піротехніки: В. Пугачов, Е. Фонг, В. Сухарецький
- Костюмери і реквізитори — К. Гарсіа, Е. Мустельєр, М. Трабас, М. Ноа, Ф. Лабрадор
- Консультанти: А. Фонсека, Р. Фаріньяс
- Директора картини: С. Мар'яхін, М. Мендоса